# Labouristické fórum mládeže
Labouristické fórum mládeže (Maltsky: Forum Żgħażagħ Laburisti, FZL) je mládežnická organizace Labouristické strany na Maltě. FZL je také aktivním členem Mezinárodní unie socialistické mládeže a mladých evropských socialistů.

## Struktura
Předsednictvo FZL zahrnuje prezidenta, viceprezidenta, tajemníka, viceprezidenta a finančního úředníka. Dalšími pozicemi jsou politický koordinátor, informační pracovník, pracovník odpovědný za místní organizace, pracovník odpovědný za organizaci akcí a pět oficiálních členů.

### Popis
Labouristické fórum mládeže je již téměř 70 let síla, která přináší změny. Labouristické fórum mládeže úspěšně kultivovalo řadu mladých lidí, mnoho současných i budoucích politických vůdců našeho národa. Snažíme se být silným a jednoznačným hlasem pro mladé lidi a především formovat svět zítřka progresivními, sociálně demokratickými myšlenkami.
Labouristické fórum mládeže

## Historie

### Vznik
FZL byla založena 14. ledna 1951, třicet let poté, co byla založena Labouristická strana (Malta). Název této organizace byl původně „Labouristická liga mládeže“.